# MicroBee
MicroBee è una serie di home computer prodotti negli anni '80 da Applied Technology, più tardi conosciuta come MicroBee Systems.
L'originale computer MicroBee fu progettato in Australia da parte di un team che includeva Owen Hill e Matthew Starr. Era basato sulle caratteristiche disponibili sulle schede con bus S-100 chiamate DG-Z80 e DG-640 sviluppate da David Griffiths, le schede S-100 chiamate TCT-PCG sviluppate da TCT Micro Design e le schede S-100 chiamate MW6545 sviluppate da Dr John Wilmshurst. Originariamente era composto da due schede, dove la scheda posta sotto conteneva la tastiera, il microprocessore Zilog Z80, il controller CRT Synertek 6545, 2 kB di "video" RAM, 2 kB della ROM dei caratteri (128 caratteri) e 2 kB della RAM per la grafica dei caratteri programmabile (Programmable Character Graphics o PCG, 128 caratteri). Ogni byte nella RAM video indirizza un carattere presente o nella ROM dei caratteri o nella RAM PCG. Una seconda scheda, chiamata "core board", contiene la memoria e sui modelli successivi include anche il controller per il floppy disk.

## In origine era il kit
Il computer era stato concepito come kit, con le istruzioni per assemblarlo incluse nella rivista Your Computer, nel giugno 1982. Dopo una vittoriosa partecipazione a una gara d'appalto per il Dipartimento Educazione del Nuovo Galles del Sud, il computer fu posizionato in un nuovo case a due colori beige e nero, e venduto già assemblato. La ROM da 16 kB conteneva l'interprete BASIC MicroWorld scritto da Matthew Starr e il compatibile Monitor di sistema DGOS (David Griffiths Operating System). In aggiunta alla ROM da 16 KB, c'era un socket per le ROM da usare con programmi opzionali come il Word processor WORDBEE o EDASM (un editor/assembler per Z80 che era stato scritto da Ron Harris).
I MicroBee originali hanno una velocità di clock di 2 MHz, con un clock per i punti del video di 12 MHz, sufficienti per mostrare 64 x 16 caratteri (512 x 256 pixel) su un televisore modificato od un CRT. Le macchine originarie erano fornite di 16 o 32 kB di memoria RAM statica, e memorizzano i programmi su cassette, usando lo standard Kansas City con codifica a 1200 Baud.

## Il modello IC

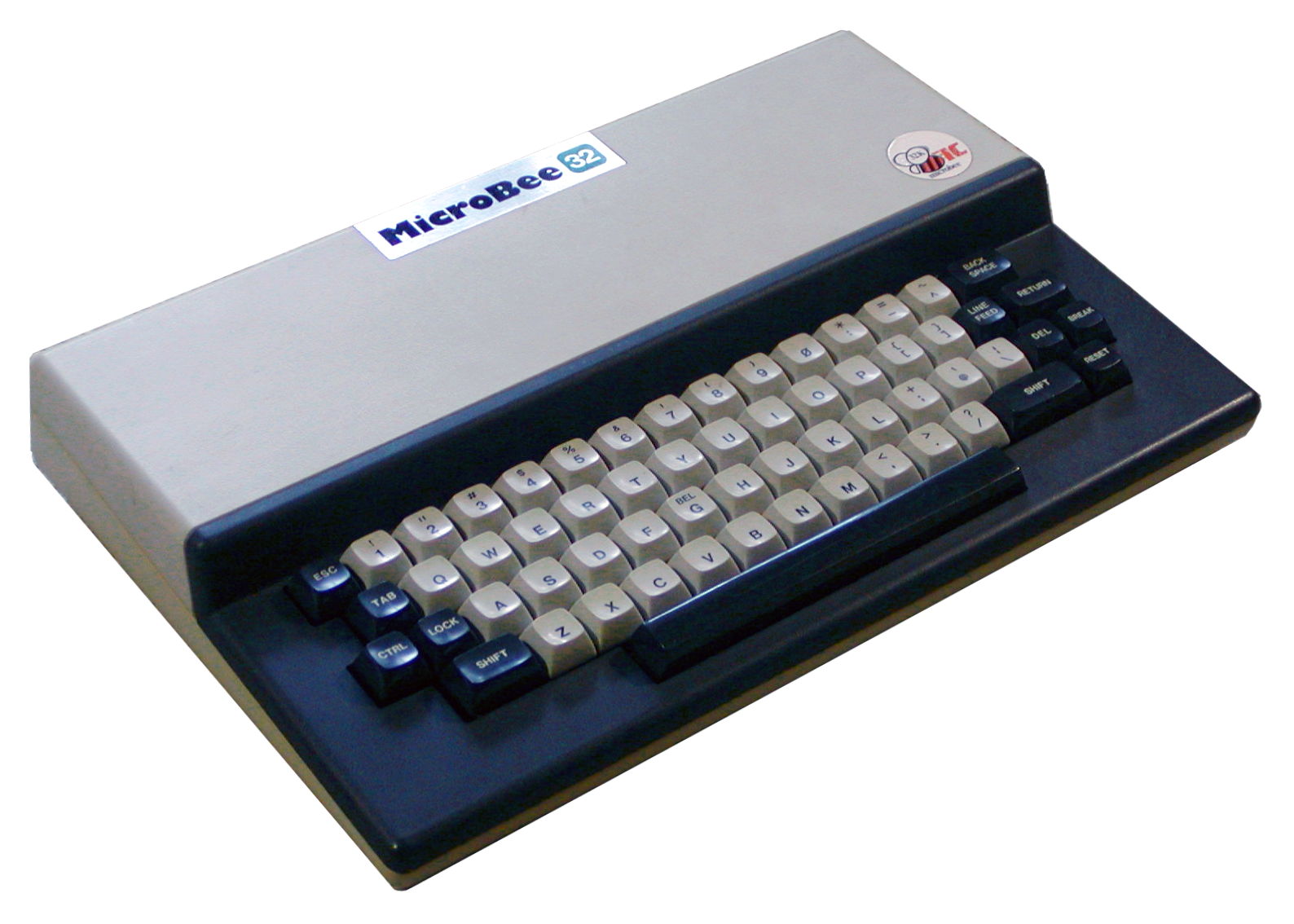
Microbee 32K IC

Il modello IC fu distribuito nel 1983, incrementando la velocità di clock a 3,375 MHz, e permettendo (attraverso l'uso di un clock video a 13,5 MHz) schermate con 80 x 24 caratteri (640 x 264 pixel), sempre su un televisore modificato o un monitor CRT. Includeva anche una ROM da 4 kB che permette l'emulazione del terminale "Telcom".

## Macchine con dischi
Nel 1983 fu distribuita anche una macchina basata sui floppy disk. Le prime macchine con dischi usano 56 kB di RAM statica, con un BIOS da 4 kB in ROM. Esse possono eseguire CP/M 2.2. Il controller dei dischi, basato sul chip della Western Digital WD1793 (controller di floppy disk) è contenuto in una scheda aggiuntiva connessa alla scheda principale (core board). La macchina usa floppy disk da 5.25".
Le macchine con Ram dinamica da 64 o 128 kB di RAM arrivarono subito dopo con un controller di floppy disk WD2793 incorporato sulla scheda madre. Le ultime macchine con dischi usavano floppy disk da 3.5".

## Colori
Nel 1983 fu distribuita anche una macchina a colori, chiamata "32K Personal Communicator". Questa aggiungeva un secondo byte di RAM per ogni posizione di carattere, permettendo a ogni carattere di avere due colori a partire da una tavolozza di 16. La circuiteria aggiuntiva era contenuta in una scheda aggiuntiva montata sotto la scheda principale, con parecchie connessioni disordinate verso la scheda principale.

## Il terminale seriale B-ETI
Il B-ETI è un terminale seriale basato sul MicroBee. Può emulare sia un ADM-3A che un terminale TeleVideo 912. Il formato del display è monocromatico 80 x 24 e supporta sia la comunicazione a 300 che a 1200 baud. Una pubblicità per una "speciale offerta introduttiva" con un prezzo di 275 AU$ apparve nel dicembre 1983 pubblicato sulla rivista Electronics Today International.

## La Premium Series del MicroBee
Nel 1985 fu introdotta una nuova scheda madre. La macchina risultante fu chiamata modello "Premium Series". La nuova scheda madre aveva 8 kB di RAM video, 8 kB di RAM per gli "attributi" (innalzando la possibilità di caratteri programmabili PCG a 32 768), 8 kB di RAM per i colori e fino a 32 kB (installati 16 kB) di RAM PCG. 16 kB di RAM PCG erano sufficienti per ottenere un display a 512 x 256 bit con una limitata tavolozza di colori. Queste macchine erano tipicamente vendute con due floppy drive (o un Winchester disk da 10 MB) contenuto in un supporto per il monitor che era connesso all'unità principale.

## Codifica fisica per la memorizzazione su nastro
I computer MicroBee, o almeno il MicroBee 32 usa una codifica a 300 o 1200 baud ed è conforme in modo approssimativo allo standard Kansas City. Una frequenza di 1200 Hz significa "1", mentre 2400 Hz significa "0". A 300 bit/s, un bit dura 1000 µs, a 1200 bit/s, un bit dura 250 µs.
La sequenza di bit è memorizzata come, bit di inizio - 0, LSB....MSB, 2 bit di stop.
Il software wav2dat converte i dati audio in file per il MicroBee.

## Videogiochi
Diversi giochi furono scritti per il Microbee, tra cui:
- Backgammon
- Cave Escape
- Chilly Willy - clone di Pengo
- Chomp - clone di Pac-Man
- Dungeons of Khan
- Emu Joust - clone di Joust
- Ghost Muncher - clone di Pac-Man
- Grotnik Wars
- Halloween Harry - lo stesso autore produsse un altro Halloween Harry, poco somigliante remake, nel 1993
- Hoards of the Deep Realm[8]
- Hopper - clone di Frogger
- House of Frankenstein
- Kilopede - clone di Centipede
- Lemonade Stall - simile a Lemonade Stand
- Microspace Invaders - clone di Space Invaders
- Missile Wars - clone di Missile Command
- Mystery of the Pyramid
- Penetrator
- Quick-Cartage Company
- Ring of Doom / Ödesringen[9]
- Raft-Away River
- Rescue the Prince of Targon
- The Ring of Targon
- Robot Fire
- Robot Man - clone di Pac-Man di Paul Wilmhurst
- Scrambler - clone di Scramble
- Toady - un gioco di "indovina la parola"
- Underworld of Kyn

Inoltre furono scritti numerosi videogiochi d'avventura, principalmente in BASIC, e software educativo.

## Versioni finali
La versione finale del MicroBee, distribuito nel 1987, era il 256TC. Questo incrementava la memoria di ram dinamica a 256 kB e aveva una nuova tastiera con tastierino numerico. Il computer ha un floppy disk drive da 3.5" incorporato che supporta sia il formato da 800 kB (DSDD) che quello da 400 kB (SSDD). Il software incluso nella confezione erano il Videotex, programma che fornisce un terminale videotex, Simply Write programma di videoscittura e Telcom programma che emula un terminale seriale.
MicroBee Systems progettò anche un IBM compatibile, chiamato "Matilda" o 640TC, che si basava sul chip NEC V20, ed emulava il sistema CP/M del MicroBee via software.
Un modello avanzato di una generazione successiva con nome in codice "Gamma", era basato sui processori Motorola 68010 e 2 x Zilog Z80; tale modello fu progettato ma non venne mai messo in vendita.